# محمد زمان بن محمد طاهر التبريزي
الشيخ محمد زمان بن محمد طاهر التبريزي. هو رجل دين شيعي إيراني لم يفصل الحديث عنه في كتب السير والتراجم؛ غير أنه يذكر له بعض الآثار والمؤلفات.

## مؤلفاته
| - تجويد القرآن. للتبريزي كتابين بالفارسية يحملان هذا العنوان. | - فلاح المؤمنين. كتاب فارسي في الأدعية. |

### كتب
- الذريعة إلى تصانيف الشيعة. آغا بزرگ الطهراني، طبع بيروت - لبنان، تاريخ الطبع مفقود، منشورات دار الأضواء.

### إشارات مرجعية
1. ↑  الطهراني، آغا بزرگ. الذريعة إلى تصانيف الشيعة - ج3. ص. 367. مؤرشف من الأصل في 2019-12-15.
2. ↑  الطهراني، آغا بزرگ. الذريعة إلى تصانيف الشيعة - ج16. ص. 303. مؤرشف من الأصل في 2019-12-15.